# Matthias Leridon
Pour les articles homonymes, voir Leridon.
Matthias Leridon, né le 23 octobre 1962 à Paris, est un communicant français.

## Biographie

### Famille
Matthias Leridon est le fils d'un réalisateur de télévision qui a travaillé pour plusieurs émissions comme « Apostrophes » ou « Les Dossiers de l'écran », également cofondateur de la chaine religieuse KTO.

### Tilder
Il co-fonde Tilder, une agence de communication influente auprès dans le monde des affaires,.  
En 2018, Tilder traverse une première crise financière significative, marquée par des désaccords sur la gestion du cabinet et un échec dans la transmission du capital. Cette situation conduit au départ de plusieurs associés, qui fondent ensuite l'agence WeMean. 
En 2020, celle-ci est confrontée à une deuxième vague massive de départs d'associés, « parfois au bout de quelques semaines » mettant en cause des problèmes de management, et perd plusieurs clients importants, comme Engie, Air France, le groupe Casino et la SNCF,. 
En 2024, Libération indique qu'en raison d'un management violent, « mégalomane » et « dictatorial », de collusions politiques et d'acrobaties financières l'agence connaît une crise importante.
Parmi ses actions notables, on compte la stratégie médiatique de Ben Smith, PDG d'Air France en 2018, maintenu éloigné des médias pour rendre ses interventions plus marquantes. Une autre opération fut « 1 million d’emplois » en 2014 pour Pierre Gattaz, président du Medef, avec une campagne nationale visant à créer un million d'emplois en cinq ans.
Se targuant de relations avec les politiques, elles se sont rafraichies depuis l'arrivée de Macron au pouvoir en 2017. Selon Libération, sous Hollande, Leridon, décoré de la Légion d'honneur, promet cette distinction à ses clients. Une dizaine d'entre eux l'ont obtenue, souvent via le quota de Michel Sapin, aujourd'hui membre du comité consultatif de Tilder.

#### Transparence
Le système financier de Matthias Leridon repose selon Libération sur un montage complexe entre ses sociétés et filiales, caractérisé par un manque de transparence comptable. Il attire également des associés en surévaluant Tilder, incitant à des investissements élevés souvent financés par crédit. Les dividendes, insuffisants, allongent les remboursements. Leridon rachète finalement les parts à bas prix, conservant ainsi le contrôle.

#### Maison d'édition
Seul actionnaire de la maison d’édition Débats publics, il propose un service clé en main, incluant entretiens et rédaction, facturé entre 30 000 et 50 000 euros. Malgré une distribution très limitée, ce service est lucratif.  

### Thé
Il a également créé, avec son épouse, une maison de thés et de rooibos africains. En 2013, leur volonté de déposer à l’INPI douze marques contenant le mot « roiboos » a provoqué une levée de boucliers en Afrique du Sud.

### Fortune
A la tête d'une importante fortune personnelle (son salaire avoisine parfois les 1,5 million d'euros annuels), il est, selon Libération, « agile en affaires… et en fiscalité ». Il collectionne également l'art africain.